# Fabian Vogel
Fabian Vogel (Düsseldorf, 12 de marzo de 1995) es un deportista alemán que compite en gimnasia en la modalidad de trampolín.
Ganó cuatro medallas en el Campeonato Mundial de Gimnasia en Trampolín entre los años 2021 y 2023, y tres medallas en el Campeonato Europeo de Gimnasia en Trampolín, entre los años 2021 y 2024.
Además, consiguió una medalla de bronce en los Juegos Mundiales de 2025, en la prueba sincronizada.

## Palmarés internacional
| Campeonato Mundial | Campeonato Mundial       | Campeonato Mundial | Campeonato Mundial |
| Año                | Lugar                    | Medalla            | Prueba             |
| ------------------ | ------------------------ | ------------------ | ------------------ |
| 2021               | Bakú (Azerbaiyán)        | Medalla de plata   | Sincronizado       |
| 2022               | Sofía (Bulgaria)         | Medalla de oro     | Sincronizado       |
| 2022               | Sofía (Bulgaria)         | Medalla de bronce  | Equipo             |
| 2023               | Birmingham (Reino Unido) | Medalla de oro     | Sincronizado       |
| Campeonato Europeo |                          |                    |                    |
| Año                | Lugar                    | Medalla            | Prueba             |
| 2021               | Sochi (Rusia)            | Medalla de bronce  | Sincronizado       |
| 2022               | Rímini (Italia)          | Medalla de oro     | Sincronizado       |
| 2024               | Guimarães (Portugal)     | Medalla de plata   | Equipo             |